# Scotia Plaza
Scotia Plaza ist ein Gebäudekomplex in der kanadischen Stadt Toronto. Das 275 Meter hohe Gebäude ist nach dem First Canadian Place (298 Meter) der zweithöchste Wolkenkratzer der Stadt und auch des Landes sowie auf Platz 25 in Nordamerika. Es befindet sich im Finanzdistrikt Torontos zwischen der Yonge Street im Osten, der King Street West im Süden, der Bay Street im Westen und der Adelaide Street West im Norden. Er wird als Hauptsitz der Scotiabank genutzt.

## Architektur
Scotia Plaza besteht aus zwei Komponenten:
- Der historische Hauptsitz der Bank of Nova Scotia an der 44 King Street West wurde zwischen 1946 und 1951 vom Architekturbüro Mathers und Haldenby errichtet. Das Gebäude ist 115 Meter hoch und hat 27 Stockwerke. 1975 stellte die Stadt Toronto es unter Denkmalschutz.
- Das moderne Hauptgebäude mit 68 Stockwerken und sechs unterirdischen Etagen an der King Street West, mit zwei kleineren Anbauten. Die Anbauten enthalten die historischen Fassaden des ehemaligen Wood Gundy-Gebäudes an der Adelaide Street und des Dunfield Building an der Yonge Street. Das vom Architekturbüro WZMH Architects errichtete Gebäude entstand zwischen 1985 und 1988. Architektonisch ähnelt er dem Southeast Financial Center in Miami.

Scotia Plaza ist mit PATH verbunden, einem weitläufigen unterirdischen Netzwerk von Fußgänger- und Ladenpassagen. Das Gebäude verfügt über 190.000 m² Bürofläche und 40 Läden. Neben der Scotiabank sind hier auch die Anwaltsfirmen Borden Ladner Gervais LLP, Miller Thomson LLP, Cassels Brock LLP und Gardiner Roberts LLP untergebracht.

## Trivia
Während der Bauphase wurden am Hochhaus Szenen des Films Noch drei Männer, noch ein Baby gedreht.

## Ansichten

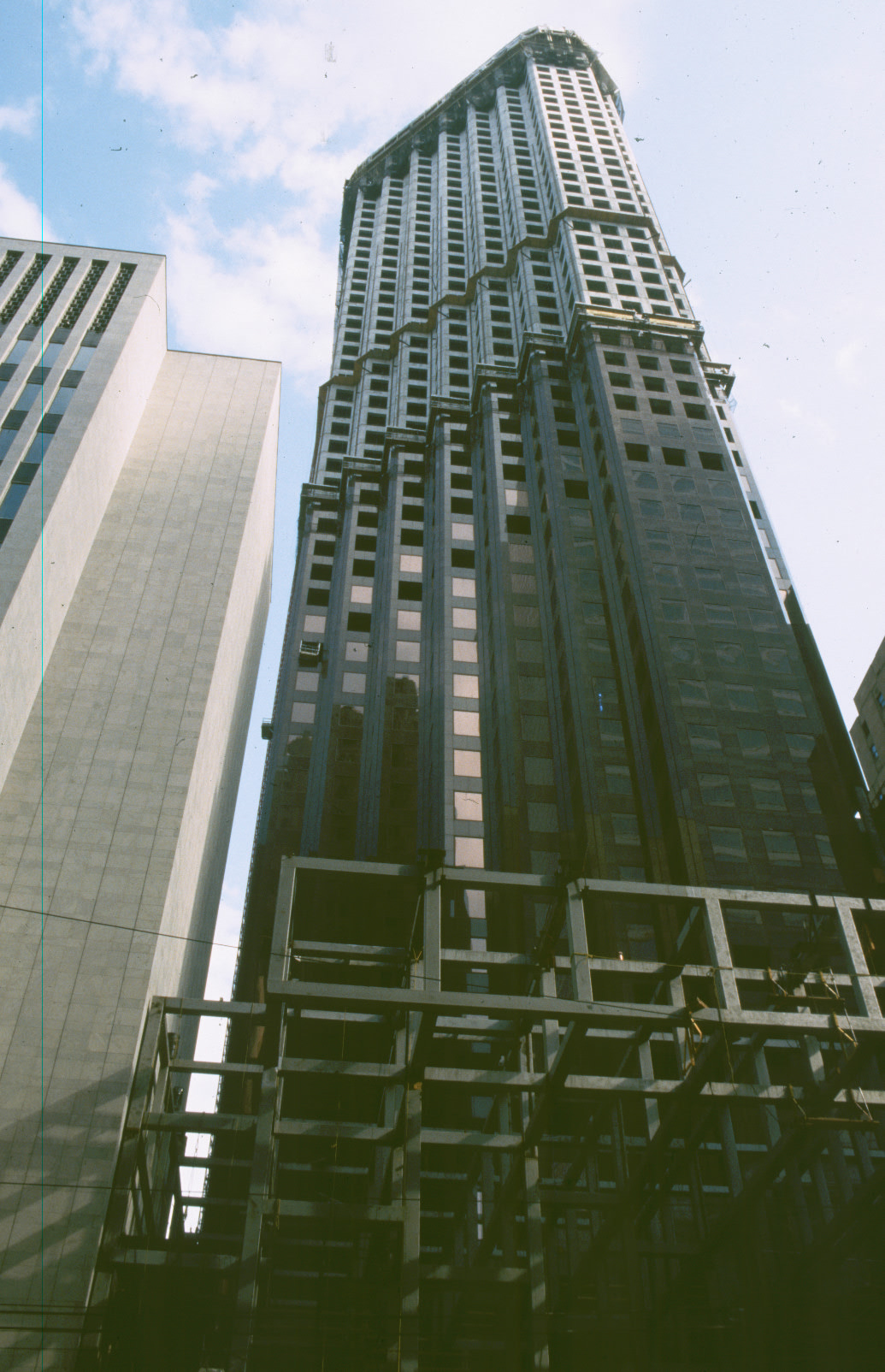
Scotia Plaza im Bau
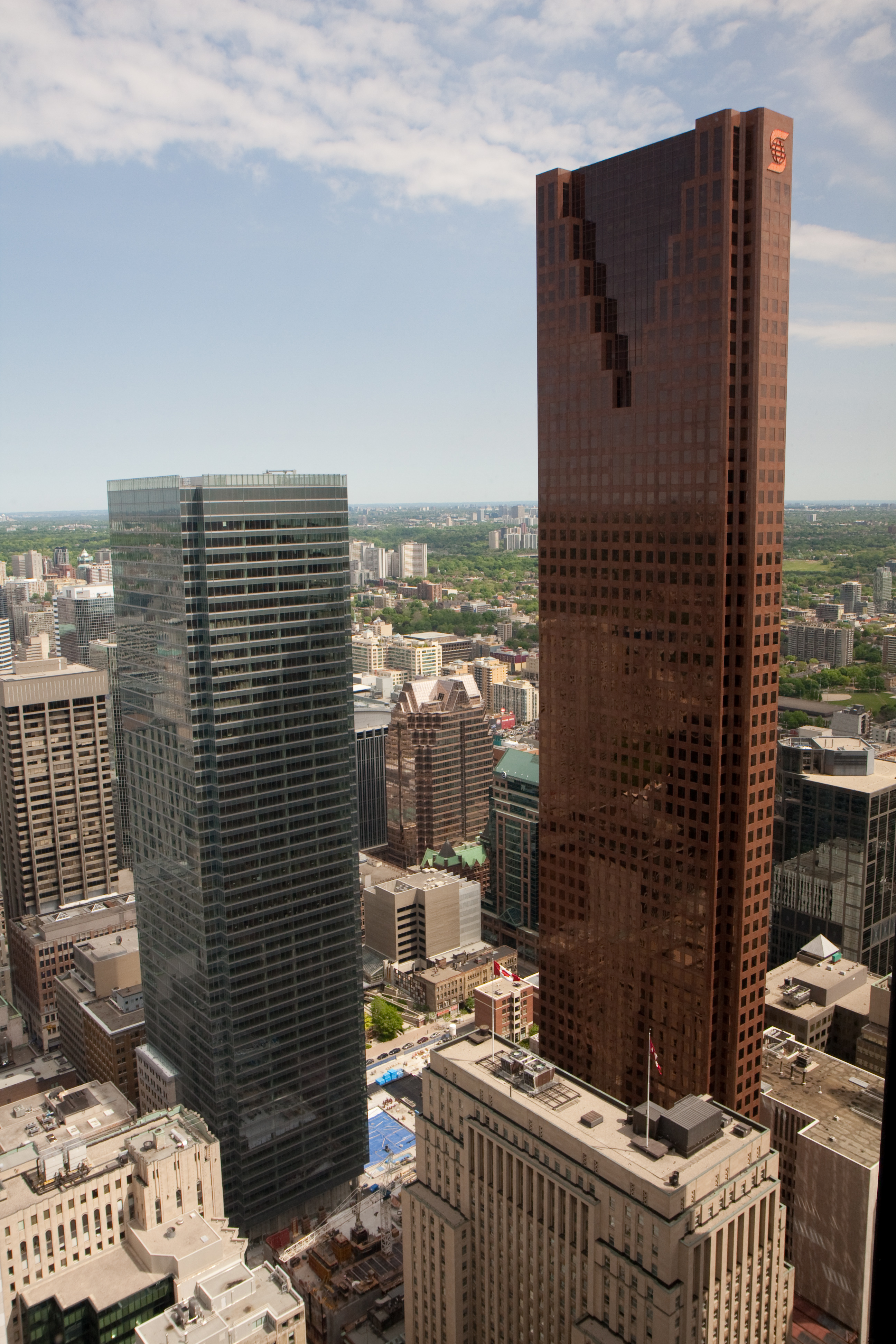
Das Gebäude im Stadtkontext
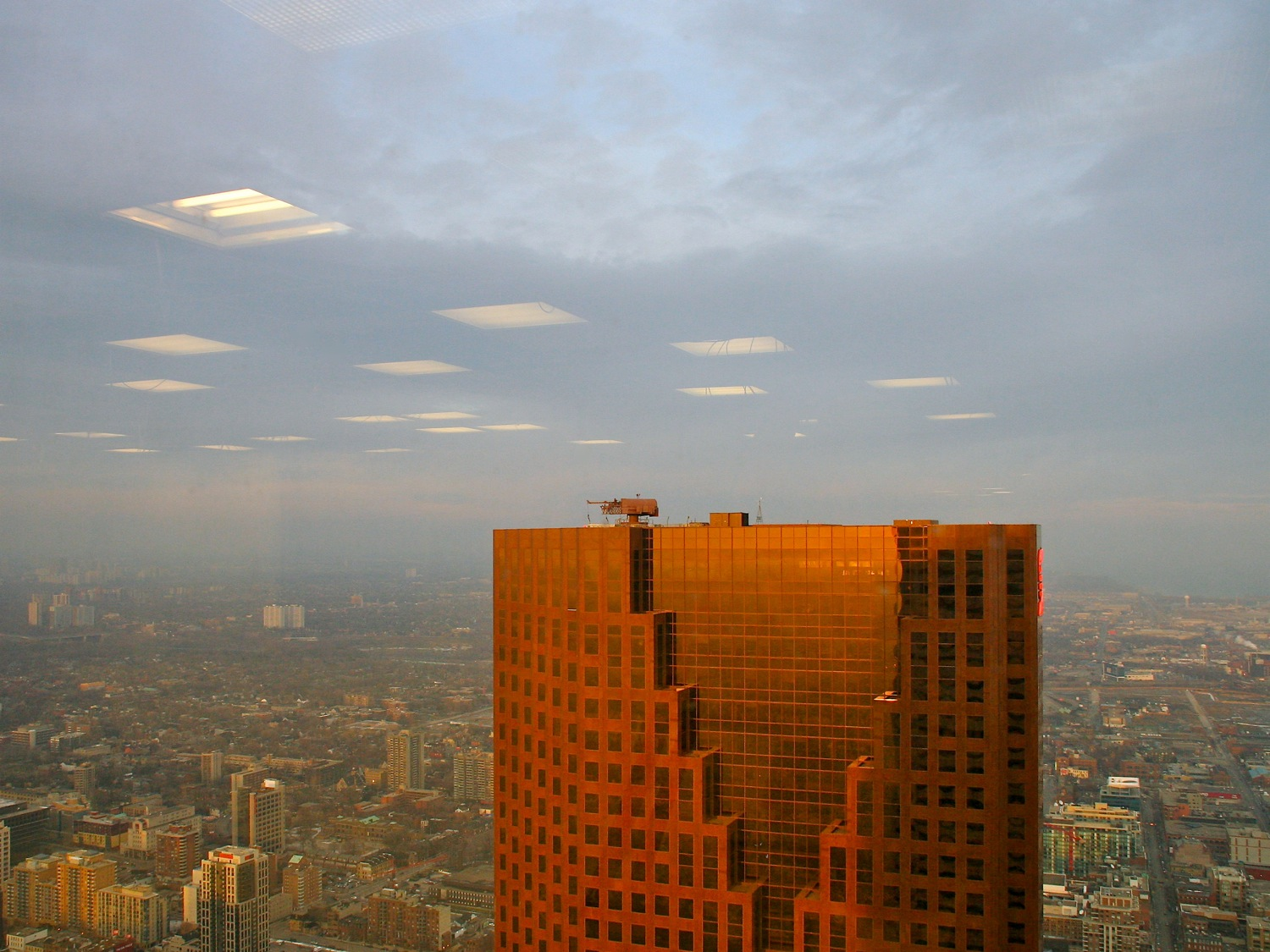
Detail der Spitze
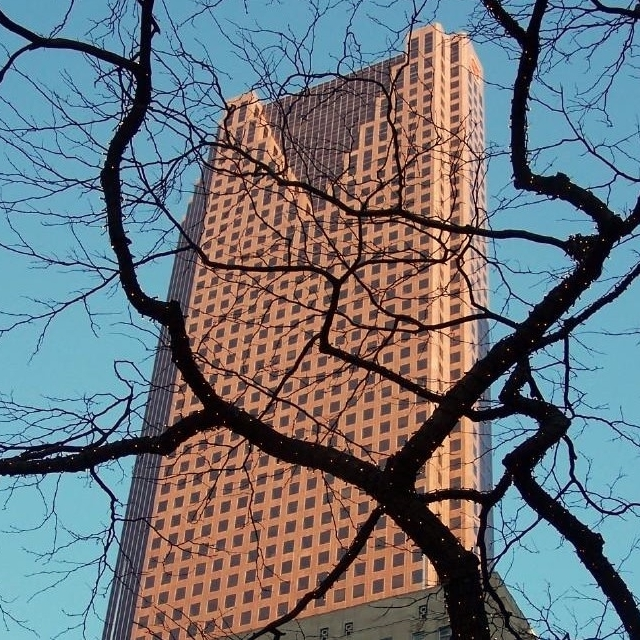
Blick von der Straße